# 左更增三
左更增三，即白羊座ρ1（ρ1 Ari, ρ1 Arietis），是一颗位于白羊座的恒星，它距离地球约310光年。
左更增三是一颗白色A-型恒星，视星等为+6.93。
白羊座ρ1在中国星官系统中属于西方白虎七宿中娄宿的星官左更增星第三星，因此被称为左更增三。